# Tellervo septentrionalis
Tellervo septentrionalis är en fjärilsart som beskrevs av Williams 1930. Tellervo septentrionalis ingår i släktet Tellervo och familjen praktfjärilar. Inga underarter finns listade i Catalogue of Life.